# Породица Икс
Породица Икс (енгл. The X's) америчка је анимирана серија чији је творац Карлос Рамос за Никелодион. Фокусира се на породицу шпијуна који морају сакрити свој идентитет од спољног света, али често имају проблема у томе. Састоји се од једне сезоне са двадесет епизода која се емитовала од 26. новембра 2005. до 13. децембра 2006. године. Иако је поређена са Невиђенима и Алијасом, Карлос се изјавио да је серија инспирисана разним Џејмс Бонд филмовима и Осветници стриповима.
У Србији, Црној Гори, Северној Македонији и у неким деловима Босне и Херцеговине цртана серија је синхронизована кренула са емитовањем на телевизији Хепи у мају 2014. године. Синхронизоване су све епизоде и емитоване. Синхронизацију је радио студио телевизије Хепи. Нема DVD издања.

## Синопсис
Породица Икс ради са СТАНДАРД. Такер и Труди Икс имају кћерку названу Среда, млађег сина названог Труман и мноштво направа које су им на располагању. Организација названа СНАФУ непрестано покушава да изазове проблеме Иксовима кроз њихове планове да преузму свет.